# كوفي كوجيا
كوفي كوجيا (بالفرنسية: Coffi Codjia)‏ (مواليد 9 ديسمبر 1967) حكم كرة قدم بنيني دولي. كان لاعباً في منتخب بنين حتى أصيب عام 1986 فقرر اتباع خطوات والده «ألفونس Alfonse» الذي كان حكماً دولياً. فبدأ بالتحكيم في الدوري المحلي 1990 وبعد مرور خمس سنوات أصبح حكماً دولياً، ثم صار حكماً رسمياً لنهائيات بطولة كأس الأمم الأفريقية منذ عام 2000.
كوفي كوجيا هو واحد من خمسة حكام أفارقة شاركوا بالتحكيم في بطولتين منفصلتين لكأس العالم لكرة القدم، حيث تم تسجيل كوفي كوجيا كحكم في بطولة كأس العالم عامي 2002 و2006. أثار الجدل في الجزائر بعد إدارته لمباراة نصف نهائي كأس الأمم الأفريقية 2010 في أنغولا بين الجزائر ومصر.

## روابط خارجية
- كوفي كوجيا على موقع Soccerway.com (الإنجليزية)